# سال طوفان ابدی
سال طوفان ابدی (به انگلیسی: The Year of Everlasting Storm) یک فیلم آنتولوژی آمریکایی محصول ۲۰۲۱ است که بخش‌هایی از آن را جعفر پناهی، آنتونی چن، مالیک ویتال، لورا پویترس، دومینگا سوتومایور، دیوید لاوری و اپیچاتپونگ ویراستاکول کارگردانی کرده‌اند.
این فیلم نخستین نمایش جهانی خود را در هفتادوچهارمین دوره جشنواره کن در ۱۴ ژوئیه ۲۰۲۱ انجام داد و در ۳ سپتامبر ۲۰۲۱ توسط نئون منتشر شد.

## داستان
| بخش              | کشور                | کارگردان              | نویسنده               | شرح | بازیگران                                                      |
| ---------------- | ------------------- | --------------------- | --------------------- | --- | ------------------------------------------------------------- |
| زندگی            | ایران               | جعفر پناهی            | جعفر پناهی            | مستندی از زندگی خانوادهٔ پناهی در دوران نخست قرنطینه.                                                                   | جعفر پناهی، طاهره سعیدی بالسینی                               |
| جدا شدن          | چین                 | آنتونی چن             | آنتونی چن             | یک زوج جوان متأهل با مراقبت از پسر خردسال خود در دوران قرنطینه مبارزه می‌کنند.                                          | ژو دونگیو، ژانگ یو                                            |
| اقدامات کوچک     | ایالات متحده آمریکا | مالیک ویتال           | مالیک ویتال           | مستندی دربارهٔ بابی یای یای جونز و تلاش او برای اتحاد دوباره با سه فرزندش که هر کدام در خانه‌های پرورش‌دهی جداگانه هستند. | بابی یای یای جونز، یای‌وینتای جونز، بابی لوی جونز، ایمانی جونز |
| سرایت ترور       | ایالات متحده آمریکا | لورا پویترس           | لورا پویترس           | مستندی دربارهٔ تحقیقات پویترس و گروه روزنامه‌نگاری تحقیقی فورنزیک آرکیتکچر در مورد جاسوس‌افزار پگاسوس.                    | لورا پویترس، فورنزیک آرکیتکچر                                 |
| سین تیتولو، ۲۰۲۰ | شیلی                | دومینگا سوتومایور     | دومینگا سوتومایور     | یک زن و دختر بزرگش برای دیدن فرزند تازه متولدشدهٔ دختر دیگرش تلاش می‌کنند قرنطینه را بشکنند.                             | فرانسیسکا کاستیلو، رزا گارسیا-هویدوبرو                        |
| حفاری کن عزیزم   | ایالات متحده آمریکا | دیوید لوری            | دیوید لوری            | زنی جعبه‌ای از نامه‌ها را در یک انبار پیدا می‌کند و دستورالعمل‌های آن‌ها را دنبال می‌کند و به سمت قبری بی نشان می‌رود.        | کاترین ماچوفسکی                                               |
| مستعمرات شبانه   | تایلند              | اپیچاتپونگ ویراستاکول | اپیچاتپونگ ویراستاکول | فیلمی از یک تخت خالی در اتاقی مملو از حشرات.                                                                           |                                                               |

## تولید
در می ۲۰۲۱، اعلام شد که جعفر پناهی، آنتونی چن، مالیک ویتال، لورا پویترس، دومینگا سوتومایور، دیوید لاوری و اپیچاتپونگ ویراستاکول یک فیلم آنتولوژی را کارگردانی کرده‌اند که نئون تهیه‌کننده و توزیع‌کنندهٔ آن بوده‌است.

## انتشار
این فیلم نخستین نمایش جهانی خود را در هفتادوچهارمین دوره جشنواره کن در ۱۴ ژوئیه ۲۰۲۱ انجام داد و در ۳ سپتامبر ۲۰۲۱ منتشر شد.

## بازخورد
در وبگاه جمع‌آوری نقد راتن تومیتوز، ٪۹۴ از ۳۵ بررسی منتقدان مثبت است و میانگینِ امتیاز آن ۷٫۱/۱۰ است. اجماع این وبگاه چنین می‌نویسد: «سال طوفان ابدی با معرفی مجموعهٔ متنوعی از فیلمسازان، پاسخی متنوع و در عین حال قانع‌کننده به آسیب‌های مشترک آن‌ها را ارائه می‌دهد.» این فیلم در متاکریتیک که از میانگین وزنی استفاده می‌کند، بر اساس نظر ۱۶ منتقدین امتیاز ۷۲ از ۱۰۰ را کسب کرده که نشان‌گر «نقدهای عموماً مطلوب» است.